# Laure Ustaritz
Laure Ustaritz, née le 28 décembre 1995 à Thionville, est une athlète handisport française spécialiste du 200 et 400 mètres. En 2022, elle est vice championne de France de para athlétisme.

## Biographie
Laure Ustaritz est une athlète française spécialiste du 200 et 400 mètres née le 28 décembre 1995 à Thionville, elle est diagnostiquée hémiplégique gauche à l'âge de 2 ans.
Après avoir pratiqué la natation à haut niveau (Pôle France de para natation à Vichy pendant 4 ans) elle se tourne en 2015 vers le para athlétisme. Vice championne de France du 400 mètres en 2022, elle est licenciée à Athlétisme Metz Métropole (A2M) et entraînée par Anaïs Mougeot depuis 3 ans. Elle est membre de l’Équipe de France et médaillée de bronze aux championnats d'Europe 2018 sur 400 mètres. Elle participe pour la première fois aux Jeux Paralympiques lors de l'été 2024 à Paris. 

## Palmarès handisport
- Jeux Paralympiques
  - 6e aux épreuves du 400 mètres des Jeux Paralympiques de Paris 2024[5],[6].
- Championnats du monde handisport
  - 9e aux épreuves du 400 mètres des championnats du monde d'athlétisme handisport 2019 à Dubaï[5],[6] ;
  - 7e aux épreuves du 400 mètres des championnats du monde d'athlétisme handisport 2017 à Londres[6],[5].

- Championnats d’Europe handisport
  - 4e aux épreuves du 400 mètres des championnats d'Europe d'athlétisme handisport 2021 à Bydgoszcz[6];
  -  Médaille de bronze aux épreuves du 400 mètres des championnats d'Europe d'athlétisme handisport 2018 à Berlin[7],[1] ;
  - 4e aux épreuves du 200 mètres des championnats d'Europe d'athlétisme handisport 2018 à Berlin[1] ;
  - 5e aux épreuves du 400 mètres des championnats d'Europe d'athlétisme handisport 2016 à Grosseto[6],[1] .
- Championnats de France en salle 
  -  Médaille d'argent aux épreuves du 400 mètres des championnats de France en salle d'athlétisme handisport 2016 à Nantes[1] ;
  -  Médaille de bronze aux épreuves du 200 mètres des championnats de France en salle d'athlétisme handisport 2016 à Nantes[1] ;